# KISS Crazy Nights
Crazy Nights är en video med tre musikvideoer med låtar från albumet Crazy Nights av gruppen Kiss. Den släpptes den 1 januari 1989.

## Spellista
1. Crazy Crazy Nights
2. Reason to Live
3. Turn on the Night